# جاك غيلبر
جاك غيلبر (بالإنجليزية: Jack Gelber)‏ هو كاتب مسرحي ومؤلف وكاتب أمريكي، ولد في 12 أبريل 1932 في شيكاغو في الولايات المتحدة، وتوفي في 9 مايو 2003 في نيويورك في الولايات المتحدة.

## وصلات خارجية
- جاك غيلبر على موقع IMDb (الإنجليزية)
- جاك غيلبر على موقع الموسوعة البريطانية (الإنجليزية)
- جاك غيلبر على موقع قاعدة بيانات برودواي على الإنترنت (الإنجليزية)
- جاك غيلبر على موقع قاعدة بيانات الفيلم (الإنجليزية)